# Strumigenys alecto
Strumigenys alecto  (лат.) — вид мелких муравьёв из подсемейства Myrmicinae. Южная Корея и Япония. Длина красновато-коричневого тела около 3 мм. Отличается следующими признаками: многочисленные латерально направленные волоски присутствуют вдоль дорсолатерального края головы. Дорзум переднеспинки и мезонотум покрыты многочисленными длинными отстоящими волосками. Затылочный край головы прямой, без отстоящих волосков. Хищный вид, охотящийся на мелкие виды почвенных членистоногих. Стебелёк между грудкой и брюшком состоит из двух члеников: петиолюса и постпетиолюса (последний четко отделен от брюшка), жало развито, куколки голые (без кокона). Специализированные охотники на коллембол. Вид был впервые описан в 2000 году под названием Pyramica alecto. Включён в состав  видовой группы Strumigenys leptothrix (Dacetini)